# Tania Gunadi
Tania Gunadi (nacida el 29 de julio de 1983) es una actriz estadounidense, nacida en Indonesia. Es requerida habitualmente como actriz de voz.

## Biografía
Tania nació en Bandung, Indonesia. Es coprotagonista en la Película Original de Disney Channel, Pixelada Perfecta y Voluntad de hielo. Gunadi ha sido estrella invitada en series de televisión como Colgados en Filadelfia, Boston Public y en Mano a mano. También actúa como Emma en la serie de televisión de Disney XD, Aaron Stone.

## Filmografía
- Sabangga: G.I. Thai Girl  (2000)
- A Real Job (2001)
- Mano a mano (2002)
- Lock Her Room (2003)
- Nudity Required (2003)
- Pixelada Perfecta (2004)
- Eulogy (2004)
- The Magic of Ordinary Days (2005)
- Voluntad de Hielo (2005)
- Aaron Stone (2009-2010) Emma
- Transformers: Prime [Miko Nakadai, voz] (2010-2013)
- MyMusic (Web show) (2012)
- Snow Bride (2013)
- Enlisted [Cindy Park] (2014)
- Sanjay and Craig [Sam Lastnamè, voz] (2014-2016)
- Such Good People [Priti] (2014)
- DC Super Hero Girls [Lady Shiva, voz] (2015)
- Girl Meets World [Harper Burgess] (2015)
- Special Forces [Genesis] (2015)
- The Drunk Lonely Wives Book Club (2015)
- Sofia the First [Miss Elodie, voz] (2015-2016)
- Penn Zero: Casi héroe (2015-2017) [Sashi Kobayashi, voz]
- DC Super Hero Girls: Super Hero High [Lady Shiva, voz] (2016)
- DC Super Hero Girls: Hero of the Year [Lady Shiva, voz] (2016)
- Graves [Summers] (2016)
- Los Vengadores unidos [Xiaoyi Chen/Iso, voz] (2017)
- Scooby-Doo! Shaggy's Showdown [Carol, voz] (2017)
- The Jetsons & WWE: Robo-WrestleMania! [Gladys la recepcionista, voz] (2017)
- Super Single [Gypsy] (2018)